# Estación de Campina Grande
La Estación Ferroviaria de Campina Grande es una estación ferroviaria localizada en la ciudad de Campina Grande, Paraíba. Inaugurada en 1907 está integra en el ramal de Campina Grande que inicialmente partía de Itabaiana hasta la ciudad y después de concluida la conexión entre Sousa-Pombal, Pombal-Patos y Patos-Campina, con el Ceará.

## Historia
En 1907 fue inaugurado el ramal de Campina Grande y la estación de Itabaiana sirvió como enlace para los trenes que subían o bajaban de la Sierra de la Borborema, para enlazar con la Línea Norte.
Aunque hay datos que afirman que fue el 7 de septiembre de 1907 la verdadera fecha de llegada del tren a Campina, oficialmente esta fecha es celebrada el 2 de octubre.
El 14 de febrero de 1961 una nueva estación fue inaugurada en Campina por la RFN, al lado de la vieja, que, preservada en 2001 por el IPHAEP alberga el Museo del Algodón. Su construcción se remonta al año 1957, cuatro años antes, como conmemoración del quinto centenario de la llegada del tren a la ciudad.
El tráfico de pasajeros tal como aconteció en todo el ramal fue suspendido en la década de 1980, aunque en el mes de junio partieron de la estación los vagones del Tren Forroviário, un trenPB/composiciónPE llevando turistas en un viaje de música de bandas y tríos de forró hasta el distrito de Galante, como parte de los festejos del mes de junio en la ciudad.